# هیدروکوپتر

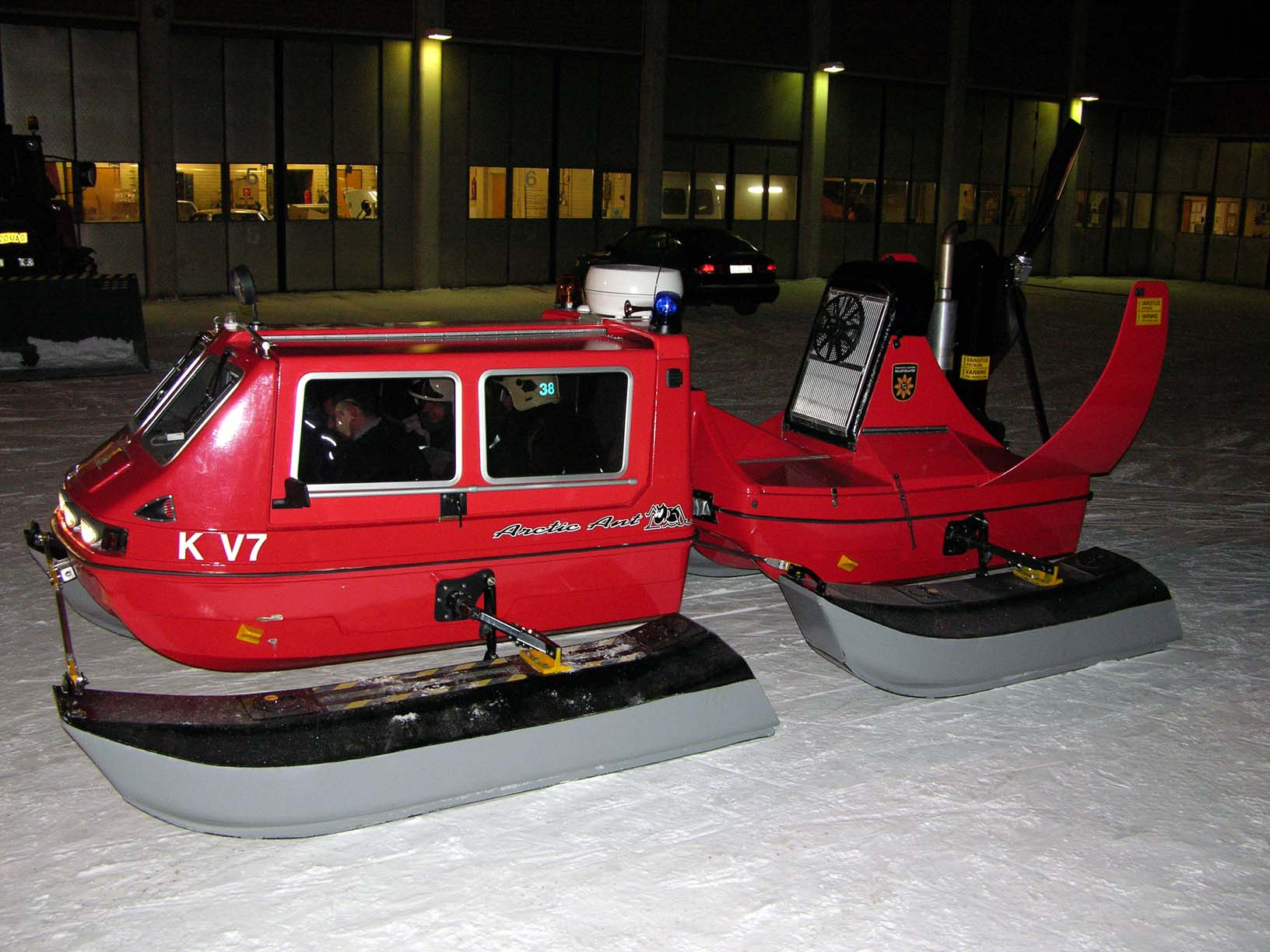
هیدروکوپتر نجات در Kuopio، فنلاند

هیدروکوپتر (به انگلیسی: hydrocopter) یک وسیله نقلیه چند منظوره آبی خاکی است با یک اتاقک که بر روی قایق دوبدنه مانند قرار گرفته‌است زیر بدنه، چرخ‌های کوچک و که اطراف چرخ را یک قایق چوب اسکی مانند مانند آنچه در هواپیمای دریایی وجود دارد قرار دارد که به آن اجازه می‌دهد روی برف، خاک و آب حرکت نماید. موتور آن از نوع هوایی با پروانه و سکان کنترل باد است، که نیروی لازم برای حرکت بر روی آب، خاک و برف را تولید می‌نماید
هیدروکوپترها در مناطق ساحلی قطب شمال، در سوئد و فنلاند، هنگامی ذوب یخ‌ها که زمین بصورت لجنی است و نمی‌توان از وسایل نقلیه زمینی یا قایق‌ها بهره برد، استفاده می‌شود آنها اغلب به عنوان یک جایگزین کم هزینه برای هواناو و هلیکوپتر می‌باشند. هیدروکوپترها در کارخانه‌های ماشین‌سازی کوچک یا توسط علاقه‌مندان تولید می‌شوند زیرا هیدروکوپترها هرگز به تولید انبوه نرسیده‌اند.

## طراحی و ساخت
هیدروکوپترها عموماً وسایل نقلیه کوچک با کمتر از ۲۰ فوت طول و وزن کمتر از ۲۰۰۰ کیلوگرم هستند. انرژی حرکتی آن توسط یک پروانه هواپیمای ثابت، همانند قایق هوایی تأمین می‌شود. اگرچه پیشرانه آنها با قایقهای هوایی یکسان است، اما سرعت آنها بسیار کم است. آنها معمولاً زیر ۱۲ گره حرکت می‌کنند در حالی که قایق‌های هوایی معمولاً بیش از ۴۰ گره سرعت می‌گیرند. آنها از اسکی یا چرخ روی پانتون‌های خود استفاده می‌کنند تا علاوه بر حرکت روی آب، بر روی یخ، برف یا خشکی نیز حرکت کنند. این امر به آنها امکان می‌دهد تا از طریق زمینی مشابه هواناو حرکت کنند.
هیدرو کوپترها از یک سیستم برای حرکت رو به جلو استفاده می‌کنند در حالی که یک هاورکرافت از دو سیستم استفاده می‌کند، یکی برای بالابر و دیگری برای حرکت به جلو. هواناو دارای یک رانش پایین ثابت است که در شرایط خاص می‌تواند نامطلوب باشد. هیدرو کوپتر همچنین بسیار ارزان‌تر از یک هواناو است.

## ایمنی
هیدروکوپترها مانند قایق‌های بادی بسیار سنگین هستند. این می‌تواند باعث واژگونی (غلت زدن) یا معلغ زدن شود. آنها معمولاً نقاط تماس کمی با آب دارند و از نظر جاذبه وزن زیادی دارند بنابراین خطر واژگونی به ویژه در دریاهای مواج افزایش می‌یابد. با این حال، آنها معمولاً ایمن‌تر از قایق‌های هوایی هستند زیرا با سرعت بسیار کمتری حرکت می‌کنند. هیدرو کوپترهای مدرن بصورت موضعی دارای دو کابین هستند. کابین عقب موتور و کابین جلو مسافران را در خود جای داده‌است. این دو کابین هنگام انجام چرخش‌های تند، پایداری بیشتری برای هیدروکوپتر فراهم می‌کنند.

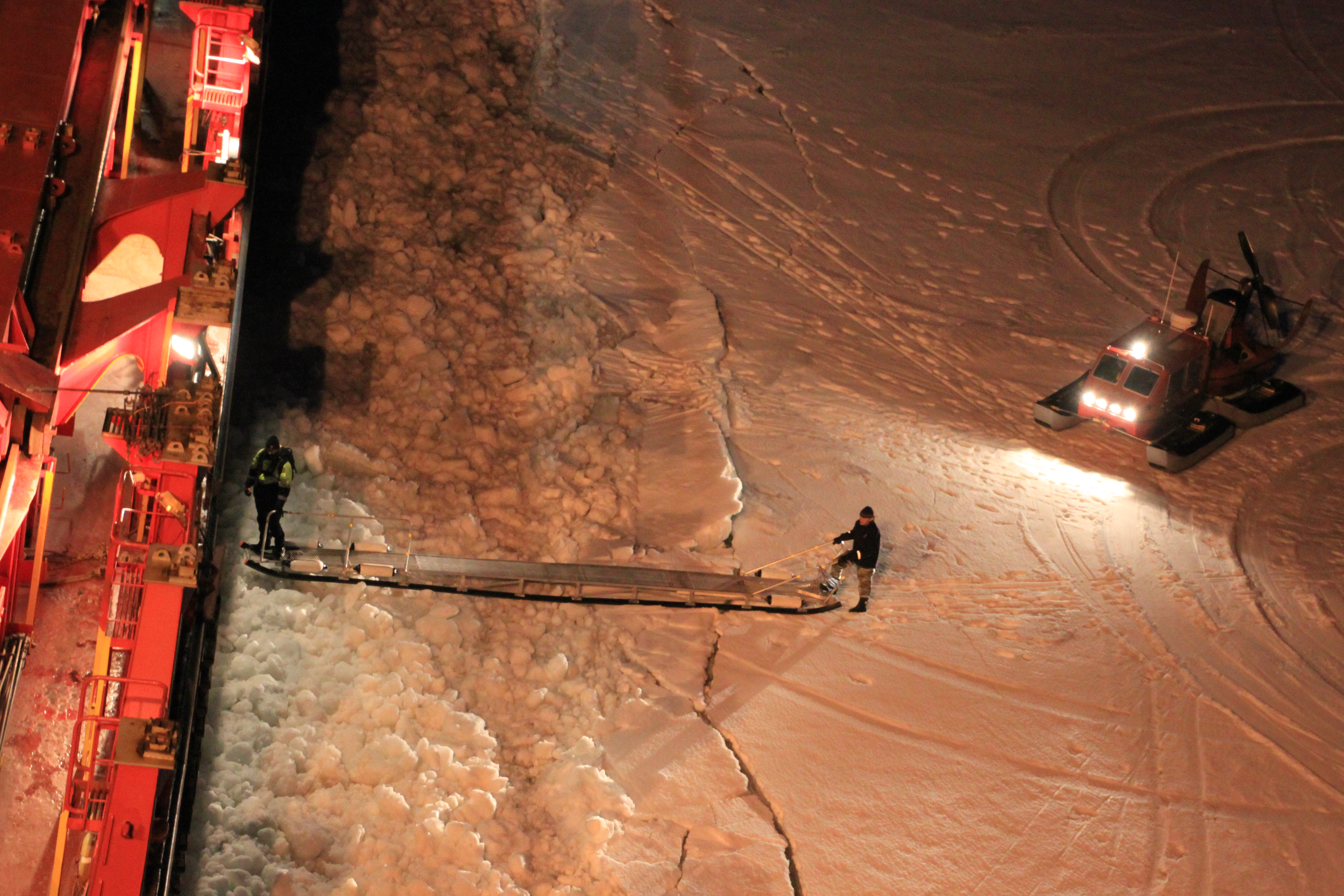
هیدروکوپتر در حال انجام عملیات نجات در یک کشتی است که در یخ گیر کرده‌است

## استفاده نظامی
گارد مرزی فنلاند از دهه ۱۹۷۰ تا ۲۰۰۰ از هیدروکوپتر استفاده می‌کرد. سپس گارد مرزی فنلاند ناوگان هیدروکوپترهای خود را به دلیل سخت گیرانه بودن استانداردهای ایمنی کار، جایگزین هواناو کرد. بسیاری از شهرهای فنلاند و سوئد از مازاد هیدروکوپترهای نظامی از رده نظامی خارج شده استفاده می‌کنند و امروزه نیز از تعدادی از آنها به عنوان وسایل جستجو و نجات استفاده می‌شود زیرا ارزان‌تر از هاورکرافت هستند و می‌توانند در یخ و آب‌هایی که سایر وسایل نقلیه نمی‌توانند کار کنند با خیال راحت مورد استفاده قرار گیرند.